# Vissókovo
Vissókovo (en rus: Высоково) és un poble de l'óblast de Vladímir, a Rússia, segons el cens del 2010 tenia 294 habitants. Pertany al districte municipal de Mélenki.